# Alphonse Areola
Alphonse Francis Aréola (ur. 27 lutego 1993 w Paryżu) – francuski piłkarz filipińskiego pochodzenia występujący na pozycji bramkarza w angielskim klubie West Ham United oraz w reprezentacji Francji.

## Kariera klubowa
Alphonse Areola rozpoczął swoją karierę w zespołach Petits Anges oraz INF Clairefontaine, ostatecznie jednak trafił do Paris Saint-Germain FC, z którym w lipcu 2009 roku podpisał profesjonalny kontrakt.
18 maja 2013 Areola zadebiutował w barwach klubu. Stało się to w 48. minucie wygranego 3–1 meczu przeciwko Stade Brestois 29, gdy zastąpił na boisku Salvatore Sirigu. Tydzień później wyszedł na boisko w podstawowym składzie PSG FC na wygrane 3–1 spotkanie przeciwko FC Lorient. 23 lipca 2013 został na rok wypożyczony do RC Lens. 1 lipca 2014 został na rok wypożyczony do SC Bastia. 19 czerwca 2015 został wypożyczony do hiszpańskiego Villarreal CF. 2 września 2019 Real Madryt poinformował o wypożyczeniu zawodnika.

## Kariera reprezentacyjna
Alphonse Areola ma za sobą występy w młodzieżowych reprezentacjach Francji do lat 18, do lat 19, do lat 20 oraz do lat 21. W 2013 roku wraz z reprezentacją U-20 zdobył młodzieżowe Mistrzostwo Świata. W finale tego turnieju podczas serii rzutów karnych Alphonse Areola wybronił dwa strzały, czym przyczynił się do końcowego triumfu Trójkolorowych.
Alphonse Areola wyraził zainteresowanie grą w reprezentacji Filipin, do czego uprawniają go jego korzenie. Ostatecznie jednak zadebiutował w reprezentacji Francji. Alphonse Areola zadebiutował w reprezentacji Francji 6 września 2018 roku w spotkaniu przeciwko reprezentacji Niemiec (0–0) podczas pierwszego meczu w ramach rozgrywek Ligi Narodów UEFA.

## Statystyki kariery klubowej
| Sezon   | Klub                   | Kraj      | Rozgrywki        | Mecze | Bramki | Europejskie puchary | Mecze | Bramki |
| ------- | ---------------------- | --------- | ---------------- | ----- | ------ | ------------------- | ----- | ------ |
| 2012/13 | Paris Saint-Germain FC | Francja   | Ligue 1          | 2     | 0      | –                   | –     | –      |
| 2013/14 | RC Lens                | Francja   | Ligue 2          | 35    | 0      | –                   | –     | –      |
| 2014/15 | SC Bastia              | Francja   | Ligue 1          | 35    | 0      | –                   | –     | –      |
| 2015/16 | Villarreal CF          | Hiszpania | Primera División | 32    | 0      | Liga Europy         | 5     | 0      |
| 2016/17 | Paris Saint-Germain FC | Francja   | Ligue 1          | 15    | 0      | Liga Mistrzów       | 6     | 0      |
| 2017/18 | Paris Saint-Germain FC | Francja   | Ligue 1          | 34    | 0      | Liga Mistrzów       | 8     | 0      |
| 2018/19 | Paris Saint-Germain FC | Francja   | Ligue 1          |       |        | Liga Mistrzów       | 3     | 0      |

## Sukcesy
Paris Saint-Germain
- Mistrzostwo Francji: 2012/13, 2017/18, 2018/19
- Puchar Francji w piłce nożnej: 2016/17, 2017/18
- Puchar Ligi Francuskiej: 2016/17, 2017/18
- Superpuchar Francji: 2016, 2017, 2019

Real Madryt
- Mistrzostwo Hiszpanii: 2019/20
- Superpuchar Hiszpanii: 2019/20

Reprezentacja
- Mistrzostwo Świata do lat 20: 2013
- Mistrzostwo Świata: 2018

## Odznaczenia
- Chevalier Legii Honorowej – nadanie 2018[7], wręczenie 2019[8][9]